# 四氯化锇
四氯化锇的化学式为OsCl4，是锇的一种氯化物。

## 制备
四氯化锇可由锇粉在氟硅酸玻璃容器中，和干燥且过量的氧气与氯气在650℃以上反应得到。
或者由氯化亚砜作用于四氧化锇得到：
OsO4 + 4 SOCl2 → OsCl4 + 2 Cl2  +  4 SO2
但盐酸作用于四氧化锇只能得到六氯合锇(IV)酸：
OsO4 + 8 HCl → H2OsCl6 + Cl2  +  4 H2O

## 性质
四氯化锇在450℃升华，可溶于水并缓慢水解，也可溶于盐酸，但不溶于非极性溶剂。
四氯化锇可以和一些氯化物反应，得到六氯锇(IV)酸盐：
OsCl4 + 2 MCl → M2OsCl6 (M=碱金属和NH4+)
四氯化锇强热下可以分解，产生三氯化锇：
2 OsCl4 —Δ→ 2 OsCl3 + Cl2↑